# Tour de Suisse 1955
Die 19. Tour de Suisse fand vom 11. bis 18. Juni 1955 statt. Sie führte über acht Etappen und eine Gesamtdistanz von 1648 Kilometern.
Gesamtsieger wurde der Schweizer Hugo Koblet. Damit gewann er die Tour de Suisse nach 1950 und 1953 zum dritten Mal und konnte mit seinem nationalen Rivalen Ferdy Kübler gleich ziehen. Die Rundfahrt startete in Zürich mit 78 Fahrern, von denen 58 Fahrer ins Ziel – ebenfalls in Zürich – kamen.

## Etappen
| Etappe    | Tag      | Start – Ziel        | km       | Etappensieger    | Gesamtwertung    |
| --------- | -------- | ------------------- | -------- | ---------------- | ---------------- |
| 1. Etappe | 11. Juni | Zürich – Baden      | 218      | Fritz Schär      | Fritz Schär      |
| 2. Etappe | 12. Juni | Baden – Delsberg    | 220      | Hugo Koblet      | Fritz Schär      |
| 3. Etappe | 13. Juni | Delsberg – Genf     | 234      | Edgard Sorgeloos | Edgard Sorgeloos |
| 4. Etappe | 14. Juni | Genf – Sitten       | 268      | Arrigo Padovan   | Hugo Koblet      |
| 5. Etappe | 15. Juni | Sitten – Locarno    | 202      | Ferdy Kübler     | Hugo Koblet      |
| 6. Etappe | 16. Juni | Locarno – Bad Ragaz | 188      | Ferdy Kübler     | Hugo Koblet      |
| 7. Etappe | 17. Juni | Bad Ragaz – Luzern  | 235      | Marcel Ernzer    | Hugo Koblet      |
| 8. Etappe | 18. Juni | Luzern – Zürich     | 83 (EZF) | Jean Brankart    | Hugo Koblet      |